# جسی اونز
جیمز کلیولند «جسی» اوونز (به انگلیسی: James Cleveland "Jesse" Owens) ‏ (۱۲ سپتامبر ۱۹۱۳ – ۳۱ مارس ۱۹۸۰) دوندهٔ آمریکایی بود. او در بازیهای المپیک تابستانی ۱۹۳۶ برلین حضور داشت.
او توانست در آن مسابقات ۴ مدال طلا را از آنِ خود کند. او در سال ۱۹۳۶ میلادی در حضور هیتلر توانست مدال دو ۱۰۰ متر مردان را کسب کند. قسمت وی‌آی‌پی ورزشگاه المپیک برلین به نام اوست. او نخستین ورزشکار آفریقایی–آمریکایی است که به تبلیغ برای لوازم ورزشی پرداخت.

## ورزش در آلمان نازی
اوج مسائل ورزشی در آلمان نازی را می‌توان مسابقات المپیک تابستان ۱۹۳۶ دانست که البته مسائل سیاسی نیز در آن نقش پررنگی داشت به‌خصوص آنکه نازی‌ها این مسابقات را تبلیغی برای برتری نژاد آریایی می‌دانستند. انتخاب ورزشکاران آلمانی پیش از آنکه به مهارت آن‌ها در ورزش اهمیت داشته باشد به چهره آریایی آن‌ها اهمیت داشت.

### حضور سیاه پوستان در المپیک
طی مسابقات المپیک تابستانی برلین تعدادی از دوندگان سیاه‌پوست آمریکایی نیز به دریافت مدال المپیک نائل شدند. روزنامه‌های آمریکایی برنده شدن مدال توسط دوندگان سیاه‌پوست و دریافت مدال توسط مقامات عالی‌رتبه آلمان و همچنین تشویق آن‌ها از طرف تماشاگران آلمانی را ردی بر فرضیه نژادپرستی نازی‌ها دانستند. البته موضوع مهم دیگری در خصوص سیاه پوستان ماجرای دست ندادن هیتلر با دونده سیاه‌پوست آمریکایی جسی اونز است. رسانه‌های مخالف دولت هیتلر تبلیغات وسیعی بر روی این موضوع انجام دادند. اما در حقیقت آن روز هیتلر به دستور کمیته برگزاری المپیک و به دلیل تسریع در امر مراسم اهدای جوایز از دست دادن با هر ورزشکاری چه آلمانی و چه غیر آلمانی منع کرده بود اونز گفته است که او و هیتلر برای یکدیگر دست تکان داده‌اند. با اینحال به‌گفتهٔ برخی منابع انگلیسی زبان، هیتلر از پیشنهاد عکس انداختن با اونز به‌شدت خشمگین شد و استفاده آمریکاییان از سیاهپوستان در المپیک را خجالت‌آور خوانده بود. اونز گفته است که هیتلر به او احترام گذاشته و دست تکان داد، در حالیکه رئیس‌جمهور آمریکا حتی به وی یک تلگراف نزد. در حالی که هیتلر برای او یک عکس یادبود کابینه اش را تقدیم کرد. نکته مهم این است اگر هیتلر با اونس مخالف بود چرا او کفش‌های سخت کارخانه آلمانی را به پا داشت و او پس از برد برای این کارخانه آلمانی تبلیغ کرد (کارخانه داسلر متعلق به دو برادر آلمانی بود که در سال۱۹۴۸ از هم جدا شدند و دو کارخانه آدیداس و پوما را بنیان‌گذاری کردند).
او ۴ مدال طلای ۱۰۰ متر، ۲۰۰ متر ،۴در ۱۰۰ متر گروهی و پرش طول را به دست آورد او به سختی توانست جواز حضور در فینال پرش طول را کسب کند ولی در آن مرحله با راهنمایی‌های لوتز لونگ حریف آلمانی اش به راحتی قهرمان شد. او در همه پرش‌هایش خطا می‌کرد اما ناگهان لوتز لونگ آلمانی درحالی که هیتلر، پیشوای آلمان یا به عبارتی رایش سوم در ورزشگاه حاضر بود به جسی گفت: دوست من، استارت پرش را کمی عقب‌تر ببر و با این تکنیک بالاتر از ۸ متر پرید و طلا گرفت. لوتز لونگ در جنگ جهانی دوم به دست روس‌ها کشته شد.
اونس می‌گوید پس از همه این ماجراها با هیتلر، وقتی به کشور خودم برگشتم حق نداشتم جلوی اتوبوس سوار شوم. من برای دست دادن با هیتلر دعوت نشدم، ولی برای دست دادن با رئیس‌جمهور خود مان هم به کاخ سفید دعوت نشدم. آمریکا در این سالیان دوران جدایی نژادی خود را می‌گذراند. اونز از هیتلر به عنوان مردی «متین» یاد می‌کرد و لذا توسط برخی یک طرفدار هیتلر نیز نامیده شده، اما دیدگاه‌های شخصی او را سیاهپوستان دیگر نداشتند.

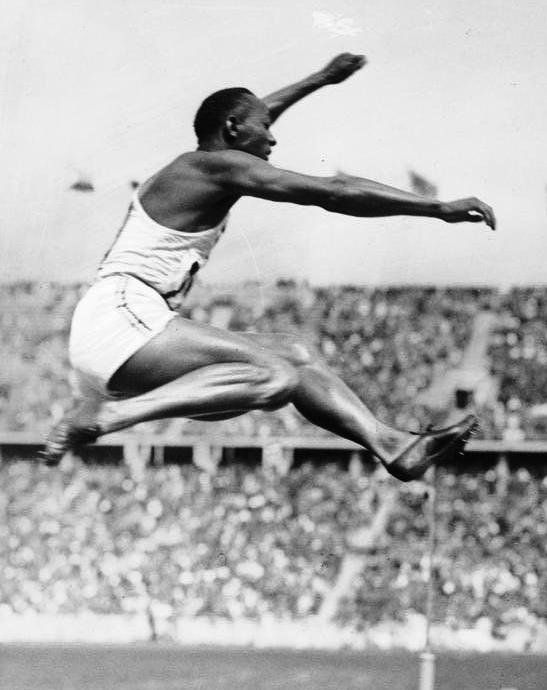
جسی اوونز در بازی‌های المپیک ۱۹۳۶ بیش از هشت متر پرید و به مدال طلا رسید.